# Pilsoniskā savienība
De Pilsoniskā savienība (Burgerunie) was een Letse politieke partij. Ze werd gesticht in 2008 en de meeste van haar leden kwamen van de Voor Vaderland en Vrijheid/LNNK en de Nieuw Tijdperk Partij. Ze was een liberaal conservatieve partij en was daarom deel van de Europese Volkspartij. Ze werd ook beschreven als centrumrechts en rechts.
In de verkiezingen voor het Europees parlement in 2009 behaalde de Burgerunie 24% van de stemmen in Letland en won zo twee zetels.
Op 6 augustus 2011 smolt de partij met twee andere partijen samen tot een nieuwe politieke partij, Eenheid.